# Evening Standard British Film Award/Bester Darsteller
Evening Standard British Film Award: Bester Darsteller
Gewinner des Evening Standard British Film Awards in der Kategorie Bester Darsteller (Best Actor). Der britische Filmpreis kürt die besten landeseigenen Filmproduktionen und Filmschaffenden des vergangenen Kalenderjahres und wird in der Regel Anfang Februar vergeben.
Am erfolgreichsten in dieser Kategorie war Daniel Day-Lewis, der den Preis bisher dreimal gewinnen konnte, gefolgt von Bob Hoskins, Derek Jacobi und Ben Kingsley mit je zwei Siegen. Sechsmal stimmte der Preisträger mit dem späteren BAFTA-Gewinner überein, dreimal (1984, 1990, 2008) mit dem späteren Oscar-Preisträger. 2009 erhielten erstmals zwei Hauptdarsteller den Preis. Der walisische Schauspieler Michael Sheen für Frost/Nixon und der irische Darsteller Pat Shortt für Garage.
| Jahr | Preisträger              | Filmtitel                                                       | Deutscher Verleihtitel                                                                                        |
| ---- | ------------------------ | --------------------------------------------------------------- | --- |
| 1974 | Keith Michell            | Henry VIII and His Six Wives                                    | Heinrich VIII. und seine sechs Frauen                                                                         |
| 1975 | Michael Caine            | Sleuth                                                          | Mord mit kleinen Fehlern                                                                                      |
| 1976 | Albert Finney            | Murder on the Orient Express                                    | Mord im Orient-Expreß                                                                                         |
| 1977 | Peter Sellers            | The Return of the Pink Panther                                  | Der rosarote Panther kehrt zurück                                                                             |
| 1978 | John Thaw                | Sweeney!                                                        | Deckname Sweeny                                                                                               |
| 1979 | Alec Guinness            | Star Wars                                                       | Krieg der Sterne                                                                                              |
| 1980 | Peter Ustinov            | Death on the Nile                                               | Tod auf dem Nil                                                                                               |
| 1981 | Denholm Elliott          | Bad Timing Rising Damp Zulu Dawn                                | Black out – Anatomie einer Leidenschaft nicht bekannt Die letzte Offensive                                    |
| 1982 | Bob Hoskins              | The Long Good Friday                                            | Rififi am Karfreitag                                                                                          |
| 1983 | Trevor Howard            | Les années lumière                                              | Lichtjahre entfernt                                                                                           |
| 1984 | Ben Kingsley*            | Betrayal Gandhi                                                 | Betrug Gandhi                                                                                                 |
| 1985 | John Hurt                | Champions The Hit Nineteen Eighty-Four                          | Sein größter Sieg The Hit 1984                                                                                |
| 1986 | Victor Banerjee          | A Passage to India                                              | Reise nach Indien                                                                                             |
| 1987 | Ray McAnally**           | The Mission No Surrender                                        | Mission nicht bekannt                                                                                         |
| 1988 | Derek Jacobi             | Little Dorrit                                                   | Klein Dorrit                                                                                                  |
| 1989 | Bob Hoskins              | The Lonely Passion of Judith Hearne Who Framed Roger Rabbit     | Die große Sehnsucht der Judith Hearne Falsches Spiel mit Roger Rabbit                                         |
| 1990 | Daniel Day-Lewis*        | My Left Foot                                                    | Mein linker Fuß                                                                                               |
| 1991 | Iain Glen                | Fools of Fortune Mountains of the Moon Silent Scream            | Narren des Schicksals Land der schwarzen Sonne Der lautlose Schrei                                            |
| 1992 | Alan Rickman**           | Close My Eyes Robin Hood: Prince of Thieves Truly Madly Deeply  | Schließe meine Augen – begehre oder töte mich Robin Hood – König der Diebe Wie verrückt & aus tiefstem Herzen |
| 1993 | Daniel Day-Lewis         | The Last of the Mohicans                                        | Der letzte Mohikaner                                                                                          |
| 1994 | David Thewlis            | Naked                                                           | Nackt |
| 1995 | Ben Kingsley             | Schindler’s List                                                | Schindlers Liste                                                                                              |
| 1996 | Jonathan Pryce           | Carrington                                                      | Carrington |
| 1997 | Liam Neeson              | Michael Collins                                                 | Michael Collins                                                                                               |
| 1998 | Robert Carlyle*          | Carla’s Song The Full Monty Face                                | Carla’s Song Ganz oder gar nicht Face                                                                         |
| 1999 | Derek Jacobi             | Love Is the Devil: Study for a Portrait of Francis Bacon        | Love Is the Devil                                                                                             |
| 2000 | Jeremy Northam           | An Ideal Husband The Winslow Boy                                | Ein perfekter Ehemann Winslow Boy                                                                             |
| 2001 | Jim Broadbent            | Topsy-Turvy                                                     | Topsy-Turvy – Auf den Kopf gestellt                                                                           |
| 2002 | Linus Roache             | Pandæmonium                                                     | nicht bekannt                                                                                                 |
| 2003 | Chiwetel Ejiofor         | Dirty Pretty Things                                             | Kleine schmutzige Tricks                                                                                      |
| 2004 | Paul Bettany             | The Heart of Me Master and Commander: The Far Side of the World | The Heart of Me Master & Commander – Bis ans Ende der Welt                                                    |
| 2005 | Paddy Considine          | Dead Man’s Shoes                                                | Blutrache – Dead Man’s Shoes                                                                                  |
| 2006 | Ralph Fiennes            | The Constant Gardener                                           | Der ewige Gärtner                                                                                             |
| 2007 | Daniel Craig             | Casino Royale                                                   | James Bond 007: Casino Royale                                                                                 |
| 2008 | Daniel Day-Lewis*        | There Will Be Blood                                             | There Will Be Blood                                                                                           |
| 2009 | Michael Sheen Pat Shortt | Frost/Nixon Garage                                              | Frost/Nixon nicht bekannt                                                                                     |
| 2010 | Andy Serkis              | Sex & Drugs & Rock & Roll                                       | Sex & Drugs & Rock & Roll                                                                                     |
| 2011 | Andrew Garfield          | The Social Network                                              | The Social Network                                                                                            |
| 2012 | Michael Fassbender       | Jane Eyre Shame                                                 | Jane Eyre Shame                                                                                               |
| 2013 | Toby Jones               | Berberian Sound Studio                                          | Berberian Sound Studio                                                                                        |
| 2016 | Idris Elba               | Beasts of No Nation                                             | Beasts of No Nation                                                                                           |
| 2017 | Hugh Grant               | Florence Foster Jenkins                                         | Florence Foster Jenkins                                                                                       |
| 2018 | Daniel Kaluuya           | Get Out                                                         | Get Out |

* = Schauspieler, die für ihre Rolle später den BAFTA Award als Bester Hauptdarsteller des Jahres gewannen

** = Schauspieler, die für ihre Rolle später den BAFTA Award als Bester Nebendarsteller des Jahres gewannen